# ساختار اسید نوکلئیک

از طراحی اسید نوکلئیک می‌توان برای ایجاد کمپلکس‌های اسید نوکلئیک با ساختارهای دوم پیچیده مانند این اتصال چهار بازویی استفاده کرد. این چهار رشته با این ساختار مرتبط هستند زیرا تعداد جفت‌های باز صحیح را به حداکثر می‌رساند، با آدنین مطابق با تیمین و سیتوزین مطابق با گوانین. تصویر از مائو، 2004.

ساختار اسید نوکلئیک به ساختار اسیدهای نوکلئیک مانند دی‌ان‌ای و آران‌ای اشاره دارد. از نظر شیمیایی، دی‌ان‌ای و آران‌ای بسیار شبیه هستند. ساختار اسید نوکلئیک اغلب به چهار سطح مختلف تقسیم می‌شود: اولیه، ثانویه، سوم و چهارم.

ساختار شیمیایی دی‌ان‌ای

ساختار اولیه شامل یک توالی خطی از نوکلئوتیدها است که توسط پیوند فسفودی‌استر به یکدیگر متصل شده‌اند. این توالی خطی نوکلئوتیدها هستند که ساختار اولیه دی‌ان‌ای یا آران‌ای را می‌سازند. نوکلئوتیدها از ۳ جزء تشکیل شده‌اند:
1. باز نیتروژنی
  1. آدنین
  2. گوانین
  3. سیتوزین
  4. تیمین (فقط در دی‌ان‌ای موجود است)
  5. اوراسیل (فقط در آران‌ای موجود است)
2. قند ۵ کربنی که به نام دئوکسی ریبوز (موجود در دی‌ان‌ای) و ریبوز (موجود در آران‌ای) است.

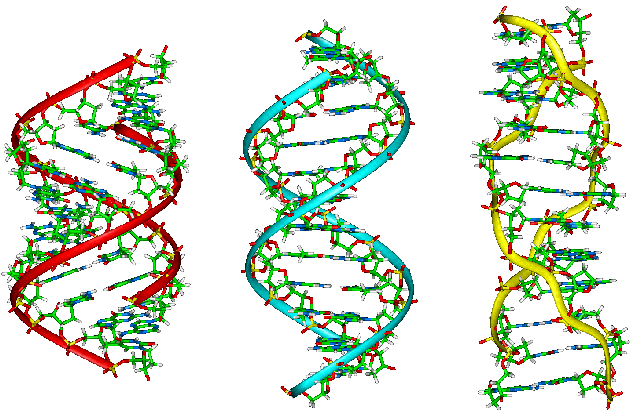
نمای جانبی ABZ-DNA

3. یک یا چند گروه فسفاته